# Rodinov
Rodinov är en ort i Tjeckien. Den ligger i regionen Vysočina, i den centrala delen av landet, 100 km sydost om huvudstaden Prag. Rodinov ligger 595 meter över havet och antalet invånare är 212.
Terrängen runt Rodinov är lite kuperad. Runt Rodinov är det ganska tätbefolkat, med 52 invånare per kvadratkilometer. Närmaste större samhälle är Jindřichův Hradec, 17,0 km söder om Rodinov. Omgivningarna runt Rodinov är en mosaik av jordbruksmark och naturlig växtlighet.